# Đoàn hộ nhẫn
Đoàn hộ nhẫn (tiếng Anh: The Fellowship of the Ring) là phần đầu tiên trong bộ tiểu thuyết giả tưởng Chúa tể những chiếc nhẫn của nhà văn J. R. R. Tolkien. Bộ tiểu thuyết này là một phần trong hệ thống tác phẩm giả tưởng về vùng Trung Địa (Middle-earth). The Fellowship of the Ring được xuất bản tại Anh Quốc ngày 24 tháng 7 năm 1954, bao gồm quyển mở đầu Concerning Hobbits, and other matters (Những người Hobbit và các vấn đề khác) kèm theo 2 quyển tập I và II.

## Nhan đề và xuất bản
Ý tưởng ban đầu của Tolkien về The Lord of the Rings là chỉ gồm một phần duy nhất với 6 tập cùng với một phần phụ lục lớn. Đến khi xuất bản thì người ta lại quyết định chia tác phẩm làm 3 phần, trong đó tập 5, 6 và phần phụ lục được ghép thành một tập lấy tên The Return of the King. Tolkien tỏ ý thích cái tên The War of the Ring vì nó ít tiết lộ cốt truyện hơn.
Trước khi quyết định xuất bản The Lord of the Rings thành 3 phần, Tolkien đã từng hi vọng có thể xuất bản chỉ trong một phần duy nhất, hoặc có thể gộp tất cả lại trong The Silmarillion. Vào giai đoạn này ông đã đặt tên cho từng cuốn sách trong bộ truyện: quyển thứ nhất là The Return of the Shadow (Sự quay lại của bóng tối) hay The Ring Sets Out (Chiếc nhẫn lên đường); quyển thứ hai là The Fellowship of the Ring (Đoàn hộ nhẫn) hay The Ring Goes South (Chiếc nhẫn đi về phương Nam).

## Sơ lược cốt truyện
Quyển sách mở đầu chủ yếu là nhằm giúp những người chưa đọc cuốn The Hobbit (Anh chàng Hobbit) hiểu được rõ các tình tiết trong sách và cung cấp các thông tin mà tác giả thấy cần thiết cho người đọc về cuốn tiểu thuyết.

### Quyển I
Quyển sách đầu tiên nói về chuyến đi khỏi làng Shire của Hobbit Frodo Baggins để chạy trốn những tay sai của Chúa tể bóng tối Sauron. Sauron lúc này đang truy tìm chiếc nhẫn Quyền lực (One Ring), vật có thể giúp hắn cai trị vùng Trung Địa. Chiếc nhẫn này Frodo được thừa hưởng từ người bác Bilbo Baggins, do đó cậu không hề biết rằng mình đang bị lôi vào mưu đồ thống trị thế giới của Chúa tể bóng tối.
Chương đầu tiên mang màu sắc rất tươi sáng, tiếp nối âm hưởng của The Hobbit, một cuốn sách vốn dành cho thiếu nhi chứ không phải câu chuyện phiêu lưu. Bilbo tổ chức ăn mừng sinh nhật thứ 111 và cũng lúc Frodo tròn 33 tuổi. Trong bữa tiệc, Bilbo bất chợt biến mất sau khi phát biểu vài lời và làm mọi người rất sửng sốt. Bilbo đi khỏi làng Shire để tận hưởng cái ông gọi là "kì nghỉ vô tận". Ông mang theo tất cả đồ đạc của mình, nhưng sau khi được pháp sư Gandalf thuyết phục, Bilbo đã để lại chiếc nhẫn cho Frodo. Gandalf dặn Frodo cất giữ chiếc nhẫn cẩn thận rồi vội vã lên đường.
Một thời gian ngắn sau ông quay lại và tìm gặp Frodo trong một buổi tối mùa xuân và cảnh báo cho cậu về chiếc nhẫn của Bilbo. Đó chính là chiếc nhẫn Quyền lực của Sauron. Gollum, khi bị tra tấn tại núi Doom, đã khai ra cái tên "Baggins" và "Shire"; Frodo có thể an toàn khi tiếp tục ở lại làng Shire. Nhưng, theo lời khuyên của Gandalf, Frodo quyết định mang chiếc nhẫn tới Rivendell, nơi cậu hi vọng sẽ được những vị tiên giúp đỡ. Một người bạn của Frodo tên là Samwise Gamgee (Sam) vô tình nghe lén câu chuyện nên Gandalf bắt anh ta phải đi cùng bảo vệ Frodo như một hành động chuộc lỗi.
Trong suốt mùa hè Frodo lập kế hoạch rời nhà tại Bag End và thực hiện vào mùa thu với sự giúp đỡ của Peregrin Took (Pippin), Meriadoc Brandybuck (Merry) và Fredegar Bolger (Fatty). Nhưng Frodo không nói với họ mục đích thật của chuyến đi để tránh cho các bạn khỏi nguy hiểm, cậu chỉ bảo rằng cậu chuẩn bị đi nghỉ tại một nơi xa làng Shire.
Mùa hè năm sau, Gandalf báo với Frodo rằng ông đang có một công việc rất gấp nhưng vẫn sẽ về kịp để đi cùng Frodo vào đúng sinh nhật cậu. Frodo chờ một vài tuần, nhưng vẫn không có tin tức gì từ Gandalf mặc dù ngày ra đi đang tới gần. Rất buồn rầu, Frodo đã quyết định ra đi mà không có ông. Merry và Fatty dùng xe bò chở đồ đạc của Frodo tới một căn nhà mới của cậu ở Crickhollow. Trong khi đó, Frodo, Sam và Pippin đang thực hiện chuyến đi bí mật của mình.
Trên đường đi, ba Hobbit bất chợt chạm trán những Kị sĩ đen (Black Riders), đó là những Ma nhẫn (Ringwraiths, còn gọi là Nazgûl theo tiếng của Mordor, "nazg" có nghĩa là "nhẫn") phục vụ Sauron. Họ khám phá ra rằng chúng đang săn đuổi Frodo và chiếc nhẫn. Nhưng với sự giúp đỡ của các vị tiên, rốt cục họ đã tới vùng Crickhollow phía Đông làng Shire một cách an toàn. Tại đây, Merry, Pippin và Fatty đã phát hiện kế hoạch thực sự của Frodo và sự hiện diện của chiếc nhẫn. Merry và Pippin quyết định sẽ đi cùng Frodo, còn Fatty thì lại muốn ở lại để đánh lạc hướng mọi người.
Để tránh gặp phải Kị sĩ đen, những Hobbit đã quyết định băng qua Rừng già. Với sự giúp đỡ của Tom Bombadil họ tới được làng Bree và gặp Strider, một người bạn của Glandalf sau này sẽ đưa họ tới Rivendell.
Ngay cả khi có sự giúp đỡ của Strider, cuộc hành trình vẫn rất gian nan. Sự kiện tồi tệ nhát xảy ra trên đỉnh Weathertop, Frodo đã bị thủ lĩnh của những Ma nhẫn - Vua Phù thủy xứ Angmar (Witch-king of Angmar) - đâm bằng lưỡi kiếm bị nguyền rủa. Một phần thanh kiếm đã nhằm lại trong người Frodo và làm cậu càng ngày càng ốm nặng trong suốt phần còn lại của chuyến đi. Strider dẫn những Hobbit tránh khỏi đường cái và họ gặp Glorfindel - một vị tiên từ Rivendell. Ông đặt Frodo lên lưng ngựa để đưa cậu tới sông Bruinen, ở đây một cái bẫy đã được giăng ra cho những Kị sĩ đen (giờ đã đủ 9 tên). Con ngựa của Glorfindel vượt qua những kẻ săn đuổi và chạy sang bờ bên kia sông. Khi bọn Kị sĩ đen vượt sông, Elrond và Gandalf đã gọi một đợt sóng khổng lồ nhấn chìm chúng. Quyển I kết thúc ở cảnh Frodo ngã xuống trên lưng ngựa và nhìn thấy những Kị sĩ đen bị cuốn trôi.

### Quyển II

Hiệp hội bảo vệ nhẫn, trong phim The Lord of the Rings: The Fellowship of the Ring

Frodo tỉnh dậy trong căn nhà của Elrond tại Rivendell, nơi mọi người đang lên kế hoạch tiêu diệt chiếc nhẫn tại Mordo. Cậu được biết bác Bilbo cũng đang ở đây. Frodo lên đường rời Rivendell cùng với 8 người bạn gồm có hai người thường: Strider (sau được biết với tên Aragorn), Boromir con trai quan nhiếp chính xứ Gondor; Legolas hoàng tử của loài tiên; phù thủy Gandalf, người bạn cũ của Frodo; người lùn Gimli; và ba người bạn Hobbit: Sam, Merry, Pippin. Chín người này được biết đến là Hiệp hội bảo vệ nhẫn (The Fellowship of the Ring), một liên minh của tất cả các chủng tộc ở Trung Địa chống lại chín Kị sĩ đen. Đi cùng họ còn có chú ngựa Bill mà Strider và những người Hobbit đem theo từ làng Bree. Sự cố gắng để băng qua dãy Misty của họ đã thất bại bởi những trận bão tuyết lớn; họ buộc phải đi xuống dưới ngọn núi qua hầm mỏ Moria, một vương quốc cổ của người lùn. Nơi đó lại tràn ngập với quái vật. Gandalf bị rơi xuống vực thẳm trong trận chiến với quái vật Balrog.
Tám người còn lại đi tới vùng đất tiên Lothlóriel; họ nhận được những món quà từ Galadriel và Celeborn và chúng tỏ ra rất hữu ích về sau. Sau khi rời Lórien bằng thuyền, Frodo nhận ra chiếc nhẫn bắt đầu ảnh hưởng xấu tới những người khác, đặc biệt là Boromir. Anh ta đã cố đoạt lấy chiếc nhẫn cho mình. Vào lúc đó, Frodo đã sử dụng chiếc nhẫn để chạy trốn. Quyển II kết thúc ở cảnh Frodo cùng Sam bí mật ra đi; hiệp hội tan rã.

## Sơ lược các chương

### Quyển I
- I-Bữa tiệc được chờ đợi từ lâu (A Long-expected Party): Bao gồm những chi tiết về bữa tiệc sinh nhật của Bilbo và Frodo. Chương này ám chỉ tới chương đầu của cuốn "Người Hobbit" mang tên "Một bữa tiệc không được mong đợi" (An unexpected party).
- II-Bóng đen quá khứ (The Shadow of the Past): Gandalf nói với Frodo về bản chất của chiếc nhẫn và cho biết nó cần phải được phá huỷ tại Mordo. Sam, người vô tình nghe lén câu chuyện, đồng ý đi cùng Frodo.
- III-Ba là một nhóm (Three is Company): Gandalf rời làng Shire và hứa sẽ quay lại. Frodo bán Bag End và nói dối mọi người rằng cậu ta đi nghỉ tại căn nhà mới ở Crickhollow, phía trên làng Bucklebury vùng Buckland. Trên thực tế, Frodo dự tính sẽ rời làng Shire ở Buckland và không cho ai biết. Gandalf biệt tăm một cách bí ẩn; ba người bạn Frodo, Sam và Pippin đi qua East Farthing hướng về Buckland và đụng độ những Kị sĩ đen. Họ còn gặp được vị tiên Gildor Inglorion, người sau đó cảnh báo họ về sự nguy hiểm của các Kị sĩ đen.
- IV-Con đường tắt tới Mushrooms (A Short Cut to Mushroom): Những người bạn gặp ông nông dân Maggot, một Hobbit già dữ tợn với trẻ em. Frodo được biết ông ta đã gặp những Kị sĩ đen và thấy chúng đang đi tìm Baggins xứ Shire. Maggot đang tới bến thuyền Buckland trên chiếc xe của ông để chạy trốn.
- V-Tiết lộ kế hoạch(A Conspiracy Unmasked): Frodo băn khoăn không biết giải thích thế nào cho các bạn về những điều họ gặp trên đường. Khi biết chuyện, tất cả các Hobbit đều quyết định cùng Frodo đi qua Rừng già vào hôm sau. Riêng Fredegar lại muốn ở lại để đánh lạc hướng mọi người và thông báo cho Gandalf về kế hoạch của Frodo. Rừng già được đồn đại là rất nguy hiểm, dù vậy Frodo vẫn quyết định bằng mọi giá phải tránh đường lớn để không gặp phải các Kị sĩ đen.
- VI-Rừng già (The Old Forest): Dù đã cố trốn tránh, những Hobbit vẫn bị cây rừng "dồn" tới sông Withywindle, nơi "kì quặc nhất trong rừng". Tại đây họ bị ru ngủ bởi bùa phép của Cây liễu già (Old Man Willow). Merry và Pippin bị cái cây quỷ quái bắt, nhưng cuối cùng được Tom Bombadil cứu thoát.
- VII-Trong nhà của Tom Bombadil (In the House of Tom Bombadil): Tom mời những Hobbit vào nhà và giới thiệu "cô vợ xinh đẹp" Goldberry. Ông ta cho họ ăn uống, nghỉ ngơi, kể cho họ nghe về thiên nhiên và lịch sử vùng này. Điều đặc biệt là Tom không hề bị ảnh hưởng bởi chiếc nhẫn; nó không thể làm ông ta tàng hình cũng như làm Frodo tàng hình với ông ta. Tom chỉ cho họ cách tới Barrow-downs an toàn mà không gặp phải ma quỷ.
- VIII-Rắc rối ở Barrow-down (Fog on the Barrow-downs): Khi đi qua Barrow-downs, những người Hobbit bị Phù thủy Barrow bắt. Tom Bombadil lại giải cứu họ một lần nữa. Những Hobbit được tặng một vũ khí đặc biệt: những con dao găm ếm bùa được rèn bởi người xứ Westernesse, có tác dụng chống lại những tay sai của Sauron, kể cả Vua phù thủy xứ Angmar.
- IX-Quán Con ngựa nhảy (At the Sign of the Prancing Pony): Những Hobbit cuối cùng cũng tới được quán trọ Con ngựa nhảy tại làng Bree. Frodo lấy một cái tên giả là Underhill, tên Baggins giờ đây trở nên quá nguy hiểm. Sau bữa ăn, Merry quyết định đi dạo và ba người còn lại đi uống chút gì đó. Frodo gặp Strider, một người đàn ông có vẻ nguy hiểm và dường như anh ta biết Frodo. Pippin bỗng quên mất rằng phải giữ bí mật và bắt đầu ba hoa chuyện của Bilbo; Frodo liền cất tiếng hát nằm ngăn chặn người bạn của mình nói quá nhiều. Trong khi đang nhảy múa, Frodo bị vấp ngã và chiếc nhẫn tình cờ xuyên qua ngón tay cậu (dường như nó cố tình làm Frodo bị phát hiện) và làm cậu biến mất. Những người trong quán thực sự sửng sốt, còn hơn cả khi nghe về câu chuyện của Bilbo. Khi Frodo vừa trốn vào góc nhà, Strider bất chợt tóm lấy cậu và nói rằng cậu đã quá lộ liễu. Anh ta thuyết phục Frodo vào phòng cậu nói chuyện. Một lúc sau, chủ quán Barliman Butterbur cũng yêu cầu được gặp riêng cậu.
- X-Strider (Strider): Strider thuyết phục Frodo rằng anh ta không hề có ý làm hại cậu và còn thề sẽ bảo vệ tất cả những Hobbit khác. Butterbur đưa cho Frodo bức thư của Gandalf mà ông quên không gửi về làng Shire cho Frodo. Bức thư ghi rằng Frodo có thể tin tưởng Strider, tên thật của Aragorn, vì đó là một người bạn của ông. Một lát sau, Merry từ ngoài sợ hãi chạy và báo rằng vài người trong làng nói chuyện về các những Kị sĩ đen. Nhận thấy căn phòng không còn an toàn, Strider liền đặt những chiếc gối lên giường nhằm đánh lạc hướng và cùng các Hobbit chuyển qua phòng khác.
- XI-Lưỡi dao trong bóng tối (A Knife in the Dark): Tại Buckland, Fredegar Bolger đã kịp chạy trốn trước khi những Kị sĩ đen tới và khuấy động cả vùng Buckland. Còn ở Bree, khi đêm xuống những tên gián điệp của các Kị sĩ đen ở trong làng bất ngờ xông vào căn phòng mà chúng tưởng rằng có các Hobbit bên trong và xua đuổi tất cả các con ngựa trong chuồng ngựa của quán trọ. Những Hobbit buộc phải mua ngựa từ Bill Ferny - một gián điệp của các Kị sĩ đen. Cùng với Strider họ đi qua đầm lầy Midgewater (Midgewater Marshes) và tới đỉnh đồi nổi tiếng Weathertop. Tại đây những người bạn bị tấn công bởi 5 Kị sĩ đen. Thấy không thể chạy thoát khỏi tên đầu sỏ, Frodo liền đeo chiếc nhẫn vào tay nhưng vô ích. Thủ lĩnh Nazgul (vua phù thủy xứ Angmar) đâm Frodo bằng thanh kiếm Morgul và đầu độc cậu. Sau đó, chúng bị Strider dùng lửa đuổi đi. Những Kị sĩ đen tin rằng chúng chỉ cần chờ tới khi Frodo bị chết bởi vết thương là có thể lấy lại chiếc nhẫn.
- XII-Chuyến đi tới khúc sông cạn (Flight to the Ford): Strider cố gắng làm dịu vết thương của Frodo bằng cỏ athelas, nhưng anh biết rằng chỉ có lãnh chúa Elrond mới có thể chữa trị được vết thương này. Trên đường tới Rivendell, cả nhóm bắt gặp những con quỷ khổng lồ (troll) bị hoá đá xuất hiện trong The Hobbit. Họ gặp được cả vị tiên Glorfindel từ Rivedell, người vừa chạm trán các Kị sĩ đen và tỏ ra rất e ngại chúng. Ông gia nhập vào đoàn người để cùng tới Rivendell; và khi học vừa nhìn thấy khúc sông cạn thì những Kị sĩ đen bất ngờ ập tới. Frodo buộc phải chạy trốn trên con ngựa của Glorfindel. Cậu bị gục ngã trên sông do vết thương trở nên quá nặng và sức mạnh của Vua phù thủy, Frodo cố đứng dậy nhưng những Kị sĩ đen đã tới ngay gần. Bất chợt, một con sóng lớn do Gandalf và Elrond tạo ra ập tới cuốn trôi các Kị sĩ đen, còn Frodo thì ngã xuống bất tỉnh.

### Quyển II
- I-Những cuộc gặp mặt (Many Meetings): Tỉnh dậy sau 4 ngày bất tỉnh, Frodo gặp lại Bilbo, Gandalf, Elrond và những người khác.
- II-Hội đồng của Elrond (The Council of Elrond): Một hội đồng được lập ra bởi nhiều người. Gandalf kể lại việc mình thoát khỏi tay của Saruman. Mọi người quyết định chiếc nhẫn phải bị huỷ; Frodo nhận nhiệm vụ mang nó tới Mordo. Elrond tuyên bố thành viên Hiệp hội bảo vệ nhẫn.
- III-Chiếc nhẫn đi về phương Nam (The Ring Goes South): Chín thành viên của Hiệp hội đi về phương Nam qua vương quốc Hollin. Họ buộc phải quay lại khi cố gắng đi qua đỉnh Caradhras.
- IV-Chuyến đi trong bóng tối (A Journey in the Dark): Khi Hiệp hội quyết định đi qua mỏ Moria, họ phải đối đầu với Kẻ trông coi trong hồ nước (Watcher in the Water)- một thủy quái sống trong hồ nước trước cửa vào hầm mỏ. Mọi người đi vào Moria sau khi Gandalf mở được cánh cửa. Frodo nghe thấy tiếng bước chân và nhìn thấy một con mắt trong bóng tối. Sau khi đi qua thành phố Dwarrowdelf, Hiệp hội tới được hầm mộ của Balin.
- V-Cầu Khazad-dum (The Bridge of Khazad-dûm): Khi bị tấn công bởi những quái vật, người khổng lồ và một con Balrog, Hiệp hội chạy tới cầu Khazad-dum. Tại đây Gandlaf và Balrog bị rơi xuống vực thẳm. Đây là một mất mát rất lớn với mọi người.
- VI-Lóthlorien (Lóthlorien): Hiệp hội gặp những vị tiên tại Lórien. Họ miễn cưỡng cho người lùn Gimli đi qua. Aragorn đưa mọi người tới đồi Cerin Amroth.
- VII-Chiếc gương của Galadriel (The Mirror of Galadriel): Hiệp hội gặp Galadriel và Celeborn. Frodo và Sam được nhìn vào chiếc gương của Galadriel; họ thấy được những điềm báo về tương lai, trong đó có sự huỷ diệt của làng Shire và con mắt của Sauron. Galadriel động viên Frodo và Sam.
- VIII-Tạm biệt Lórien (Farewell to Lórien): Hiệp hội được những vị tiên tặng cho những chiếc áo choàng, bánh mì ăn đường và các món quà khác. Họ rời Lóriel trên những con thuyền và đi về phía sông Anduin.
- IX-Hiệp hội tan vỡ (The Breaking of the Fellowship): Khi tới Parth Galen, Hiệp hội gặp rất nhiều ngả đường và Frodo được quyền lựa chọn. Không thuyết phục được Frodo đi về Gondor, Boromir cố cướp chiếc nhẫn và Frodo phải đeo nó vào để chạy thoát. Sau khi Frodo đi mất, Boromir nhận ra sự tai hại của việc mình làm; những người khác vội vã đi tìm Frodo. Frodo và Sam đã cùng nhau lấy thuyền đi qua sông mà không cho ai biết.

## Những nhân vật chính
Nhân vật chính diện
- Thành viên Hiệp hội bảo vệ nhẫn:
  - Frodo Baggins: Là một Hobbit và nhân vật chính của câu chuyện; người có nhiệm vụ mang Chiếc nhẫn quyền lực tới Mordo để tiêu huỷ.
  - Samwise Gamgee(Sam): Người làm vườn cho nhà Frodo và là bạn thân nhất của cậu. Sam là người duy nhất đi cùng Frodo tới Mordo sau khi Hiệp hội tan vỡ.
  - Meriadoc Brandybuck(Merry) và Peregrin Took(Pippin): Hai người anh em họ hàng của Frodo. Sau này có vai trò khá quan trọng trong các phần sau.
  - Gandalf: Một phù thủy già tài ba, bạn của Bilbo. Là người nói với Frodo về chiếc nhẫn và cho những lời khuyên khôn ngoan.
  - Aragorn(Strider): Con trai Arathorn,bạn của Gandalf, là người đưa các Hobbit tới Rinvendell và cứu họ khỏi các Kị sĩ đen.
  - Legolas: Con trai Thranduil, là một người Elf,gia nhập Hiệp hội ở Rivendell. Là người sử dụng cung tên rất giỏi.
  - Gimli: Con trai Glóin, là một người lùn dũng cảm, thông minh và thích dùng chiếc rìu của mình.
  - Boromir: Con trai DenethorII,quan nhiếp chính của Gondor. Là người bị ảnh hưởng nặng nề từ chiếc nhẫn và đã cố cướp nó từ Frodo.
- Nhân vật khác:
  - Bilbo Baggins: Bác của Frodo; là người trước kia lấy được Chiếc nhẫn quyền lực từ tay Gollum và sau đó để nó lại cho Frodo khi lên đường đi khỏi xứ Shire.
  - Elrond: Lãnh chúa Rivendell, người cứu sống Frodo khi bị Vua phù thủy đâm.
  - Galadriel và Celeborn: Những vị tiên ở Lórien, họ đã tặng những món quà rất hữu ích và những lời động viên cho Frodo.

Nhân vật phản diện
- Sauron: Lãnh chúa của Mordo và Chúa tể bóng tối, kẻ tạo ra Chiếc nhẫn quyền lực nằm chiếm lấy thế giới.
- Saruman: Phù thủy trắng, trước kia là bạn của Gandalf sau đó phản bội lại ông và đi theo Sauron. Là kẻ tạo ra quái vật Uruk-hai.
- Vua phù thủy xứ Angmar: Đứng đầu những Kị sĩ đen, thủ lĩnh đàn Nargul và là tay sai đắc lực nhất của Sauron. Là kẻ đâm Frodo trên đồi Weathertop.
- Những Kị sĩ đen (Ma nhẫn): Chín vị vua của loài người trước kia được tặng cho chín chiếc nhẫn, sau đó bị Sauron dùng Chiếc nhẫn quyền lực biến thành những tay sai ma quỷ. Họ không biết mình đã chết, luôn đi theo tiếng gọi của Chiếc nhẫn quyền lực và không ngừng săn đuổi Frodo.

## Vai trò của định mệnh
Khi đọc tác phẩm, độc giả sẽ thấy rằng dường định mệnh của người mang nhẫn đã được định đoạt trước. Các sự kiện đến với Frodo có vẻ là ngẫu nhiên, nhưng cuối cùng nó lại giúp cậu thoát khỏi nguy hiểm.
Frodo nói với Gandalf về Gollum, nô lệ của chiếc nhẫn: "Thật đáng tiếc, Bilbo đã không giết chết sinh vật kinh tởm đó khi bác đó có cơ hội!" (What a pity that Bilbo did not stab that vile creature, when he had a chance!); và vị phù thủy già đã trả lời cậu:
| “ | Đáng tiếc? Sự đáng tiếc đã khiến ông ấy dừng tay. Thật đáng tiếc, và nhân từ: ông ấy đã không giết nó vì không cần phải thế. Và ông đã được phần thưởng xứng đáng, Frodo ạ. Bilbo đã không bị ma quỷ hãm hại và vào lúc kết thúc mọi chuyện, ông đã có được chiếc nhẫn. Cùng với sự đáng tiếc. | ” |

(Pity? It was Pity that stayed his hand. Pity, and Mercy: not to strike without need. And he has been well rewarded, Frodo. Be sure that he took so little hurt from the evil, and escaped in the end, because he began his ownership of the Ring so. With Pity.)
Và như ta đã biết, nếu Bilbo giết Gollum thì sau này chiếc nhẫn không bao giờ bị phá huỷ.
Trong tác phẩm của Tolkien, ta thấy nhiều khi một hành động, một quyết định tưởng chừng rất nhỏ nhặt và vô tình lại có hưởng rất lớn về sau này. Những điều tưởng chừng như là định mệnh nhưng lại hoàn toàn do hành động của con người quyết định. Điều đó thể hiện khả năng sáng tạo cốt truyện và liên kết tình huống độc đáo, tư tưởng nhân văn sâu sắc của tác giả.